# Thambetochen chauliodous
Thambetochen chauliodous — вимерлий вид нелітаючих качок, що існував в доісторичний період на Гаваях. Вимер після заселення островів людьми.

## Історія досліджень
Рід і вид були вперше описані в 1976 році з субфосильного матеріалу, зібраного з дюн Мумомі на острові Молокаї. Рештки птаха також були виявлені на мисі Іліо на Молокаї, а також у лавових трубах на південних схилах вулканічної гори Халеакала на сусідньому острові Мауї. Молокаї і Мауї раніше були частина набагато більшого острова Мауї-Нуї, для якого цей вид, здається, був ендеміком. Цей птах, очевидно, ділив острів з іншою нелітаючою качкою — Ptaiochen pau. Проте P. pau обмежувався гірськими районами на висоті понад 1100 м, тоді як Thambetochen chauliodous населяв низовини. Він був більшим за свого єдиного родича, моа-нало О'аху.